# Nicolasia costata
Nicolasia costata là một loài thực vật có hoa trong họ Cúc. Loài này được (Klatt) Thell. mô tả khoa học đầu tiên năm 1923.